# آدرین لوپز
آدرین لوپز (انگلیسی: Adrián López؛ زادهٔ ۸ ژانویهٔ ۱۹۸۸) بازیکن فوتبال اهل اسپانیا است.
از باشگاه‌هایی که در آن بازی کرده‌است می‌توان به رئال اویدو، دپورتیوو آلاوز، دپورتیوو لاکرونیا، مالاگا، اتلتیکو مادرید، پورتو، ویارئال، دپورتیوو لاکرونیا و اوساسونا اشاره کرد.